# 坦能堡纪念碑
坦能堡纪念碑（德語：Tannenberg-Nationaldenkmal，1935年后：德語：，直译：坦能堡国家纪念碑）是德国纪念1914年第一次世界大战坦能堡戰役牺牲士兵的纪念碑，建于1924年。这场战役以同一位置的中世纪第一次坦能堡之战命名。该纪念碑位于现今波兰奧爾什蒂內克镇，二战结束后被波兰政府夷平。
此役中的指挥官保罗·冯·兴登堡，之后担任了魏玛共和国的总统，1924年坦能堡戰役十周年之际他下令建造这座纪念碑。由柏林建筑师约翰内斯和沃尔特·克鲁格设计，依靠公众捐款在1927年完工。该纪念碑为八角形布局，建有八座20米高的高塔。这个设计受到了神圣罗马帝国皇帝腓特烈二世建造的蒙特城堡影响。
1934年兴登堡逝世后，尽管他的遗愿为希望葬在汉诺威的家族土地上，他和他1921年去世的妻子一同被葬于此地。阿道夫·希特勒下令重新设计纪念碑的建筑，并将其名称更改为坦能堡国家纪念碑。1945年苏联红军接近此地时，德军将兴登堡的遗体转移到德国的马尔堡，并破坏了几个主要的建筑。1950年代波兰政府夷平了此地，仅留下若干痕迹残留。

## 纳粹时期

### 纪念碑的重修
兴登堡安葬后，纪念碑再度成为德国国家圣殿般的场所。德国政府再次邀请原纪念碑的设计方，柏林克鲁格建筑事务所对纪念碑进行加建。在墓入口之上安放了一块刻有兴登堡元帅姓名的巨石，这块巨石象征性地取自柯尼斯堡。为运输这块巨石，沿途的铁路桥梁都必须进行加固。同时修建了两个巨大的石质士兵守卫在入口。东普鲁士雕塑家弗里德里希·巴登用斑岩制作的胜利者雕像放置在墓上的荣誉大厅中。广场中的草坪被铺上石块，周边放置了展示东普鲁士地区自石器时代开始的德意志雅利安人纪念景观。

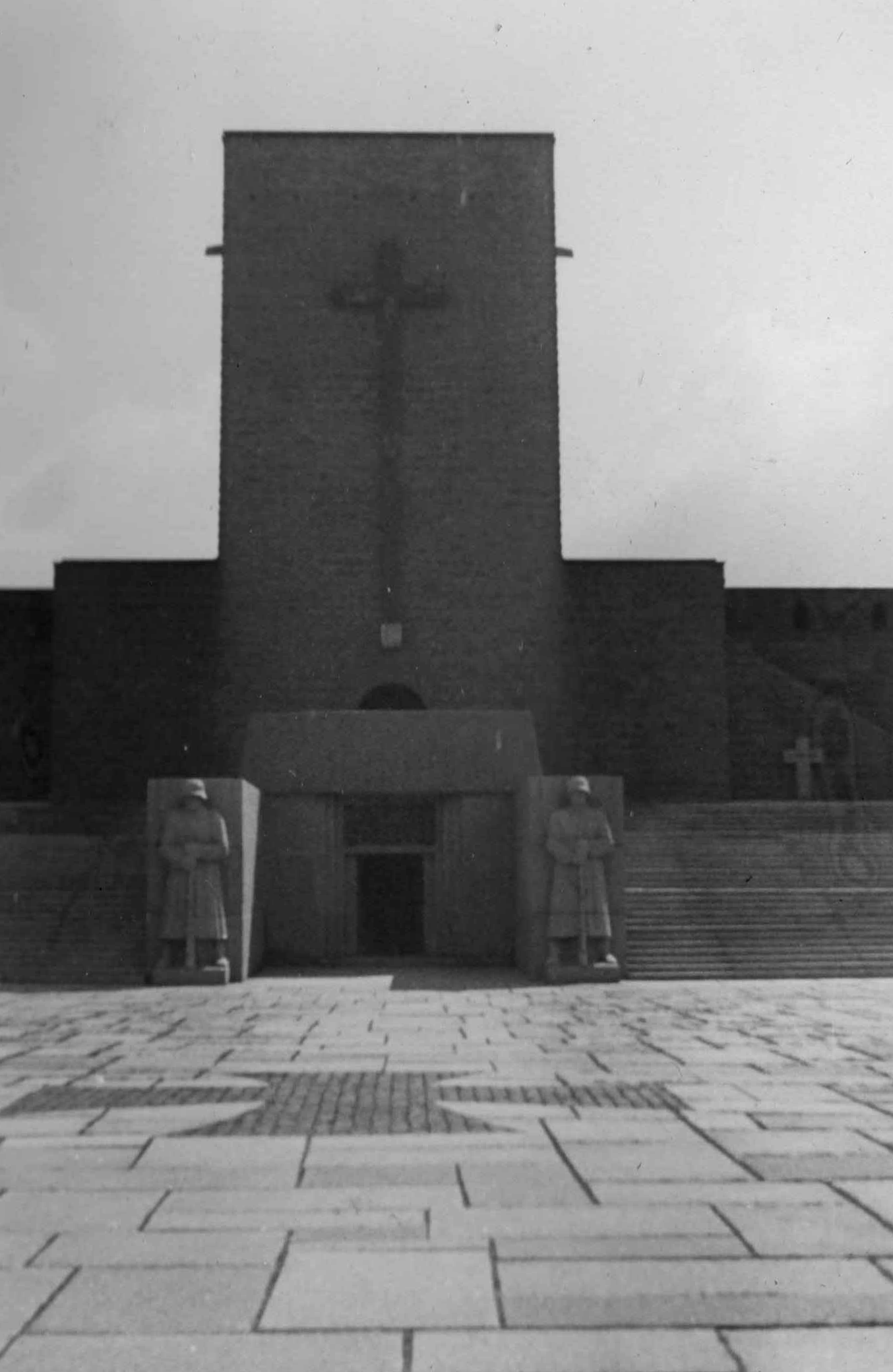
墓的新入口，摄于1944年
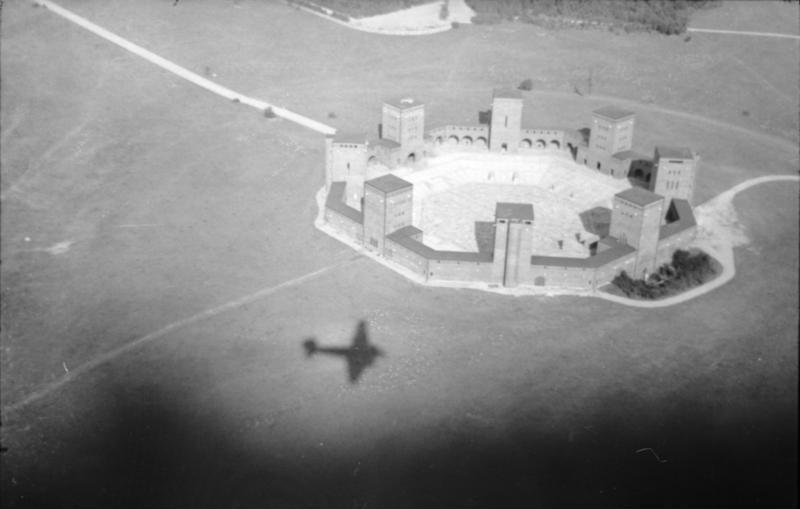
1944年的航拍图像
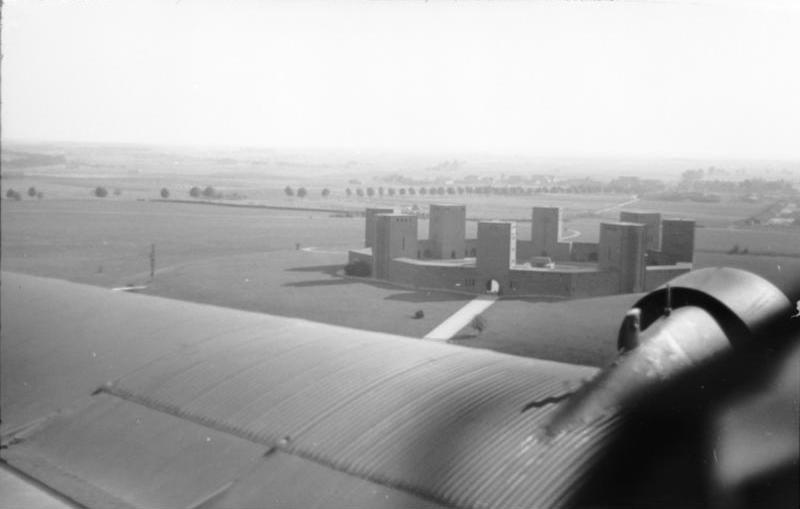
1944年的航拍图像
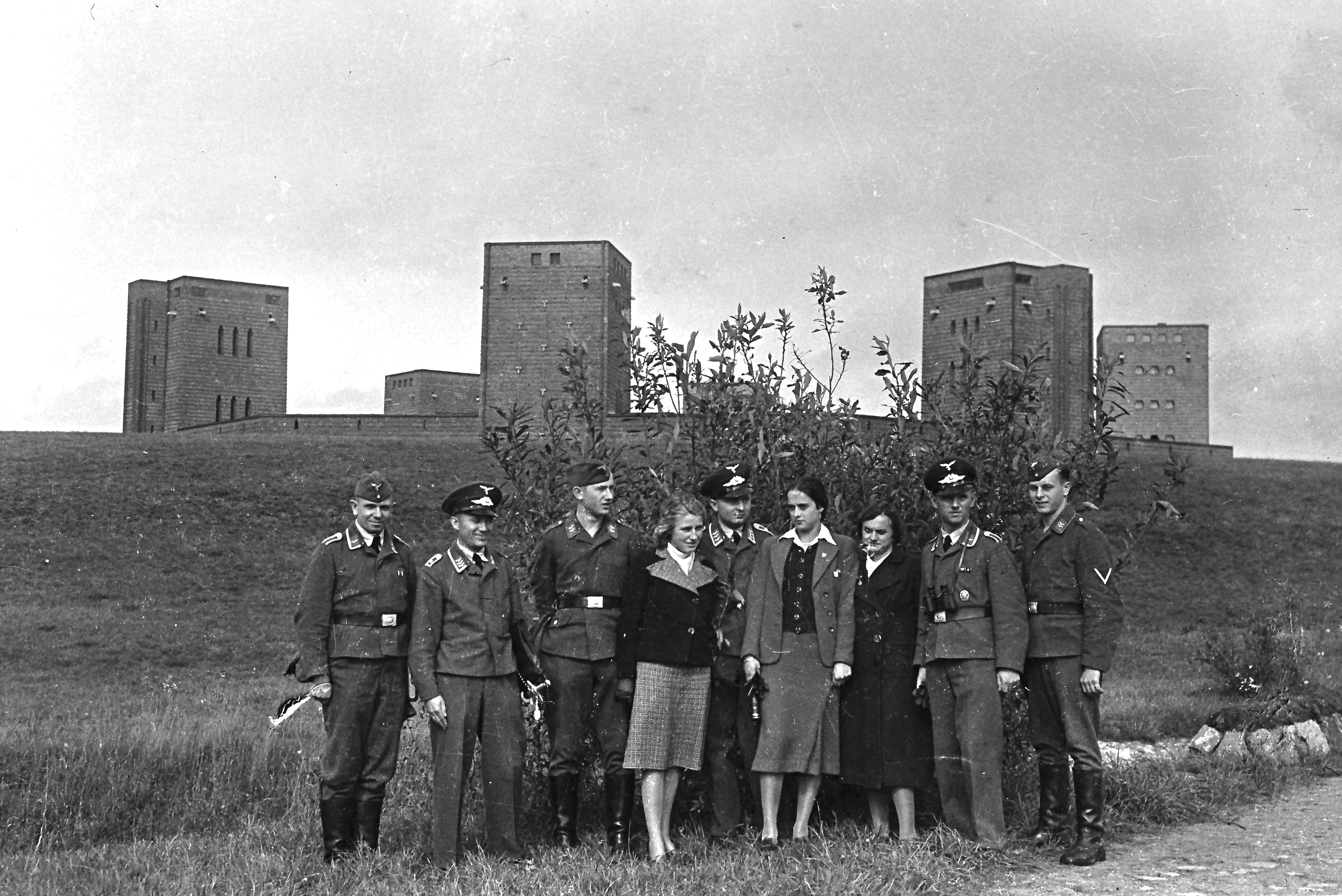
1944年纪念碑前合影的德国空军官兵和女子

### 战争结束时
1945年1月21日，撤退的德军在入口塔楼和兴登堡墓室所在的塔楼内进行了爆破，炸毁了这两座塔楼。第二天，德军使用了30吨炸药炸毁了更多的建筑。战后纪念碑内的金属制品被洗劫，石头和砖块也被用来重建波兰奥尔什蒂内克镇。

## 拆除
1949年春季，波兰政府下令拆除纪念碑的残余建筑，虽然当时的残余建筑材料尚足以继续回收利用，拆除工作一直进行到20世纪80年代，直到建筑的痕迹完全消失。如今，现场仅余一个0.49平方公里的空旷场地，原荣誉大厅（比一个足球场稍大）变成了一个遍布零散瓦砾、杂草丛生的坑。
建筑的石头和花岗岩材料在战后被用来建造奥尔什丁的苏军纪念碑、华沙的隔都英雄纪念碑以及华沙的波兰共产党总部。

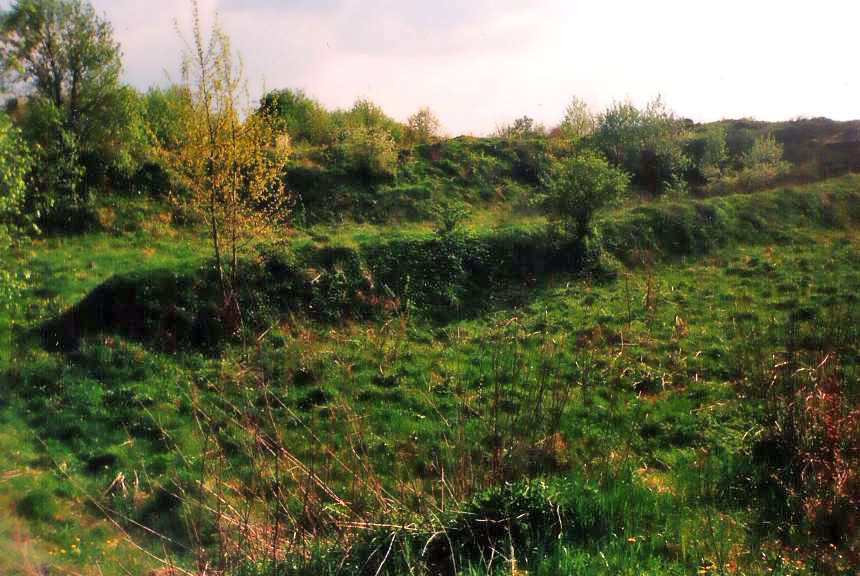
1998年拍摄的现场
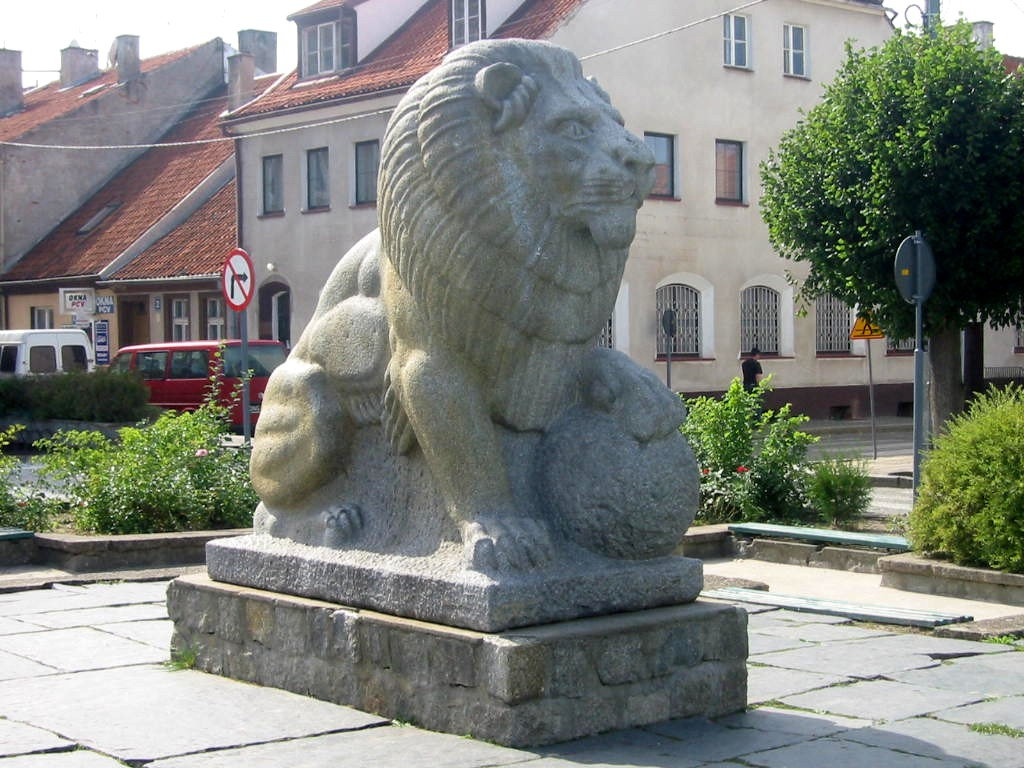
原纪念碑入口6米石柱狮子石雕，现安放于奥尔什蒂内克镇广场

若干遗迹仍有遗留，例如纪念碑入口6米高石柱上的狮子石雕，现在被安放于奥尔什蒂内克镇广场上。